# Eidalon Verlag
Der eidalon Verlag war ein deutscher Verlag für Comics und Mangas. Er wurde im Jahr 2000 gegründet und hatte seinen Sitz in Brandenburg an der Havel.
Das Verlagsprogramm stützt sich auf amerikanische Comics im Mangastil (Amerimangas) – hauptsächlich Titel von Antarctic Press – und amerikanische Comics von kleineren Verlagen (Independent Comics) – hauptsächlich Titel von Oni Press. Ab 2004 wurde mit der Veröffentlichung von Comics und Mangas in Deutschland lebender Künstler begonnen. Seit 2014 ist der Verlag inaktiv.

## Comicserien
Eigenproduktionen des Verlags waren Katran und Tomoe.
Folgende Amerimangas hatte der Verlag im Angebot:
- Alice im Wunderland (Adaption des gleichnamigen Romans)
- Gold Digger
- Legacy
- Megatokyo
- Die mutige Prinzessin
- Ninja High School
- Novotopia
- Specter 7
- Twilight X
- Warrior Nun Areala

Zu den Independent comics, die eidalon veröffentlicht hat, zählen:
Serien:
- Amelia rules! als Amelia ist die Größte!
- Courtney Crumrin
- Halo & Sprocket
- Kissing Chaos
- Love As A Foreign Language
- Polly & die Piraten
- Queen & Country
- Wasteland

Andi-Watson-Edition:
- Breakfast After Noon
- Little Star
- Geisha

Einzeltitel:
- 12 Gründe, dich zu lieben
- Banana Sunday von Colleen Coover
- Closer
- DEMO von Brian Wood
- Lost at Sea
- Past Lies
- Scooter Girl von Chynna Clugston-Major

Abgerundet wurde das Verlagsprogramm durch Sekundärtitel der Reihen How To Draw Manga und How To Color For Comics.

## PSP
eidalon bot als erster deutscher Verlag Comics für die PlayStation Portable (PSP) an. Den Anfang machten die ersten Kapitel der Serie Megatokyo, einer der ältesten und bekanntesten Webcomics.
Im Februar 2006 startete mit Halo & Sprocket eine weitere Serie von für die PSP angepassten Comics. Die PSP-Version beinhaltet auch einige Strips, die in der Printversion nicht enthalten sind. Weitere, teilweise nur für die PSP erhältliche Comics waren in Vorbereitung.